# 1. FC Lok Stendal
1. FC Lok Stendal ofwel Lok Stendal zoals de voetbalvereniging uit de Duitse stad Stendal (deelstaat Saksen-Anhalt) sinds 50 jaar in de volksmond wordt genoemd, is een van de grote traditionele clubs uit de voormalige DDR.
De club is opgericht in 1945 als SG Stendal-Nord als opvolger van Viktoria Stendal. In april 1949 werd de naam veranderd in SG Eintracht Stendal. Op 18 december 1949 werd dit alweer aangepast in SG Hans Wendler Stendal. In 1950 volgde wederom een naamswijziging, dit keer in BSG Lokomotive Stendal. Naamgever was de toenmalige bedrijfssportvereniging van het spoorwegnet RAW. Aan de vele naamswijzigingen kwam lange tijd een eind want deze naam werd behouden tot de Duitse Hereniging. Op 6 februari 1990 werd de naam weer aangepast in FSV Lok Altmark Stendal. Sinds 2002 heet de vereniging 1. FC Lok Stendal.
De club speelde diverse seizoenen op het hoogste niveau in Oost-Duitsland, de zogeheten DDR-Oberliga. Van 1949 tot 1954, 1955 tot 1957, 1959, 1961 en 1962 en 1963 tot 1968. Na de Duitse hereniging speelde men vanaf het seizoen 1991/92 meerdere jaren in de Oberliga Nordost/Staffel Mitte (het derde niveau). De clubkleuren van de vereniging uit Stendal zijn zwart-rood en men werkt de thuiswedstrijden af in het stadion Wilhelm-Helfers-Kampfbahn (tot eind 1951 Am Hölzchen geheten) dat sinds 1999 plaats biedt aan 10.000 toeschouwers (oorspronkelijk was dat 15.000).
Op 13 februari 2005 werd het nieuwe stadion Stadion am Hölzchen geopend, dat plaats biedt aan 6.000 toeschouwers, waarvan 1.000 zitplaatsen. Kosten van dit project bedroegen ca. 9 miljoen euro.
In 1990 werd Lok Stendal Bezirksmeister van Magdeburg en kwalificeerde zich daarmee voor de nieuw opgerichte NOFV-Liga Nordost, het 3e niveau op dat moment. Met de 5e plaats in 1992 werd het beste resultaat behaald. Vanaf 1994 speelde de club onder de naam FSV Lok Altmark in de Regionalliga Nordost (tevens 3e niveau), waar in 1998 met de 9e plaats de hoogste klassering werd behaald. 
Het laatste opmerkelijke wapenfeit had de club in 1995, toen men de kwartfinale van de DFB-Pokal behaalde en op 31 oktober pas na het nemen van strafschoppen verloor van Bayer Leverkusen. In het jaar 2000 eindigde de club als 16e en degradeerde daardoor naar de Oberliga Nordost.
FC Lok Stendal verkeerde in 2006 in financiële moeilijkheden. Op 30 juni 2006 moest de vereniging bij het gerecht het faillissement indienen. FC Lok Stendal speelde in 2003 in de Verbandsliga Sachsen-Anhalt, dat tot 2008 het vijfde niveau in Duitsland was en bij de invoering van de 3. Liga het zesde niveau werd. In 2017 werd de club kampioen en kon zo na veertien jaar zijn rentree maken in de nationale reeksen. 
| Recente klasseringen | Recente klasseringen        | Recente klasseringen |
| -------------------- | --------------------------- | -------------------- |
| 2004/05              | Verbandsliga Sachsen-Anhalt | 2.                   |
| 2005/06              | Verbandsliga Sachsen-Anhalt | 8.                   |
| 2006/07              | Verbandsliga Sachsen-Anhalt | 14.                  |
| 2007/08              | Verbandsliga Sachsen-Anhalt | 12.                  |
| 2008/09              | Verbandsliga Sachsen-Anhalt | 12.                  |
| 2009/10              | Verbandsliga Sachsen-Anhalt | 10.                  |
| 2010/11              | Verbandsliga Sachsen-Anhalt | 13.                  |
| 2011/12              | Verbandsliga Sachsen-Anhalt | 11.                  |
| 2012/13              | Verbandsliga Sachsen-Anhalt | 7.                   |
| 2013/14              | Verbandsliga Sachsen-Anhalt | 4.                   |
| 2014/15              | Verbandsliga Sachsen-Anhalt | 7.                   |
| 2015/16              | Verbandsliga Sachsen-Anhalt | 6.                   |
| 2016/17              | Verbandsliga Sachsen-Anhalt | 1.                   |
| 2017/18              | Oberliga Nordost            |                      |

Oberliga Nordost-Nord:
Berliner AK 07 ·
SV Tasmania Berlin ·
Tennis Borussia Berlin ·
TuS Makkabi Berlin · 
FC Viktoria 1889 Berlin ·
SD Croatia ·
SG Union Klosterfelde ·
SV Lichtenberg 47 ·
SV Sparta Lichtenberg ·
Eintracht Mahlsdorf · 
TSG Neustrelitz · 
FSV Optik Rathenow ·
Hansa Rostock II ·
Dynamo Schwerin ·
SV Siedenbolletin ·
SC Staaken · 
FC Anker Wismar

Oberliga Nordost-Süd:
VfB Auerbach 1906 ·
FSV Budissa Bautzen · 
Bischofswerdaer FV 08 ·
SC Freital ·
VfB Empor Glauchau ·
FC Grimma · 
VfB Germania Halberstadt ·
VfL Halle 1896 · 
1. SC 1911 Heiligenstadt ·
VfB Krieschow ·
VFC Plauen ·
FC Einheit Rudolstadt · 
SG Union Sandersdorf · 
RSV Eintracht 1949 · 
1. FC Lok Stendal ·
FC Einheit Wernigerode